# Christophe Fournier
Dr. Christophe Fournier é o atual presidente da organização Médicos sem Fronteiras. Ele trabalhou como médico ou chefe de missão em projetos em Honduras, Chile, Uganda e Burundi, além de conduzir missões de exploração de emergência no México e na Venezuela. Em 2000, ele se tornou gerente operacional de MSF, trabalhando nos Estados Unidos, gerenciando programas em Myanmar, Tailândia, Camboja, Sudão, Haiti e Guatemala. Ele se tornou presidente em Dezembro de 2006.